# Nedousa
Nedousa este un oraș în Grecia în prefectura Messinia.